# جون توماس (مصور)
جون توماس (بالإنجليزية: John Thomas)‏ (و. 1838 – 1905 م) هو مصور من ويلز، والمملكة المتحدة لبريطانيا العظمى وأيرلندا، توفي في ليفربول، عن عمر يناهز 67 عاماً.